# Freaky Deaky (singolo)
Freaky Deaky è un singolo dei rapper statunitensi Tyga e Doja Cat, pubblicato il 25 febbraio 2022.

## Video musicale
Il video musicale, diretto da Christian Breslauer, è stato reso disponibile in concomitanza con l'uscita del brano attraverso il canale YouTube del rapper.

## Tracce
Testi e musiche di Alyssa Lourdiz Cantu, Amala Dlamini, Brandon Hamlin, Lukasz Gottwald, Michael Stevenson, Mike Crook, Ryan Ogren e Suzanne Vega.
Download digitale, streaming – 1ª versione
1. Freaky Deaky – 3:35

Download digitale, streaming – 2ª versione
1. Freaky Deaky (R3hab Remix) – 2:20

## Formazione
Musicisti
- Tyga – voce
- Doja Cat – voce

Produzione
- B Ham – produzione
- Dr. Luke – produzione
- Mike Crook – produzione
- Ryan OG – produzione
- Hector Vega – missaggio
- Noah McCorkle – missaggio
- John Hanes – ingegneria del suono
- Kalani Thompson – ingegneria del suono
- Tyler Sheppard – ingegneria del suono
- Dale Becker – mastering
- Șerban Ghenea – missaggio
- Christian CQ Quinonez – registrazione

## Classifiche
| Classifica (2022) | Posizione massima |
| ----------------- | ----------------- |
| Australia         | 29                |
| Canada            | 44                |
| Irlanda           | 73                |
| Nuova Zelanda     | 16                |
| Regno Unito       | 36                |
| Stati Uniti       | 43                |
| Sudafrica         | 78                |
| Vietnam           | 97                |